# Arenaria soratensis
Arenaria soratensis är en nejlikväxtart som beskrevs av Paul Rohrbach. 
Arenaria soratensis ingår i släktet narvar och familjen nejlikväxter. Inga underarter finns listade i Catalogue of Life.